# 知言
知言，台灣推理小說家，生於台北市，台灣推理作家協會成員，第6屆台灣推理作家協會徵文獎首獎得主，為該獎項首位女性得主。東吳大學微生物系畢業，台灣大學醫學院臨床醫學研究所博士。

## 作品

### 長篇小說
- 正義·逆位（2015，尖端出版）
- 我有罪·我無罪（2016，要有光出版）

### 短篇
- Absinthe：2008年第6屆台灣推理作家協會徵文獎首獎作品，收錄於徵文獎合輯《謎霧殺機》。
- 鬼影任務：2011年作品，收錄於《台灣推理作家協會2012會訊》，2014年刊載於中國推理雜誌。

### 遊戲劇情設計
- 3D冒險時空：夢回清明上河（2013）

## 外部連結
- 台灣推理作家協會官方網站：知言 （页面存档备份，存于）
- 鏡文學官方頁面：知言